# Sân bay Kahului

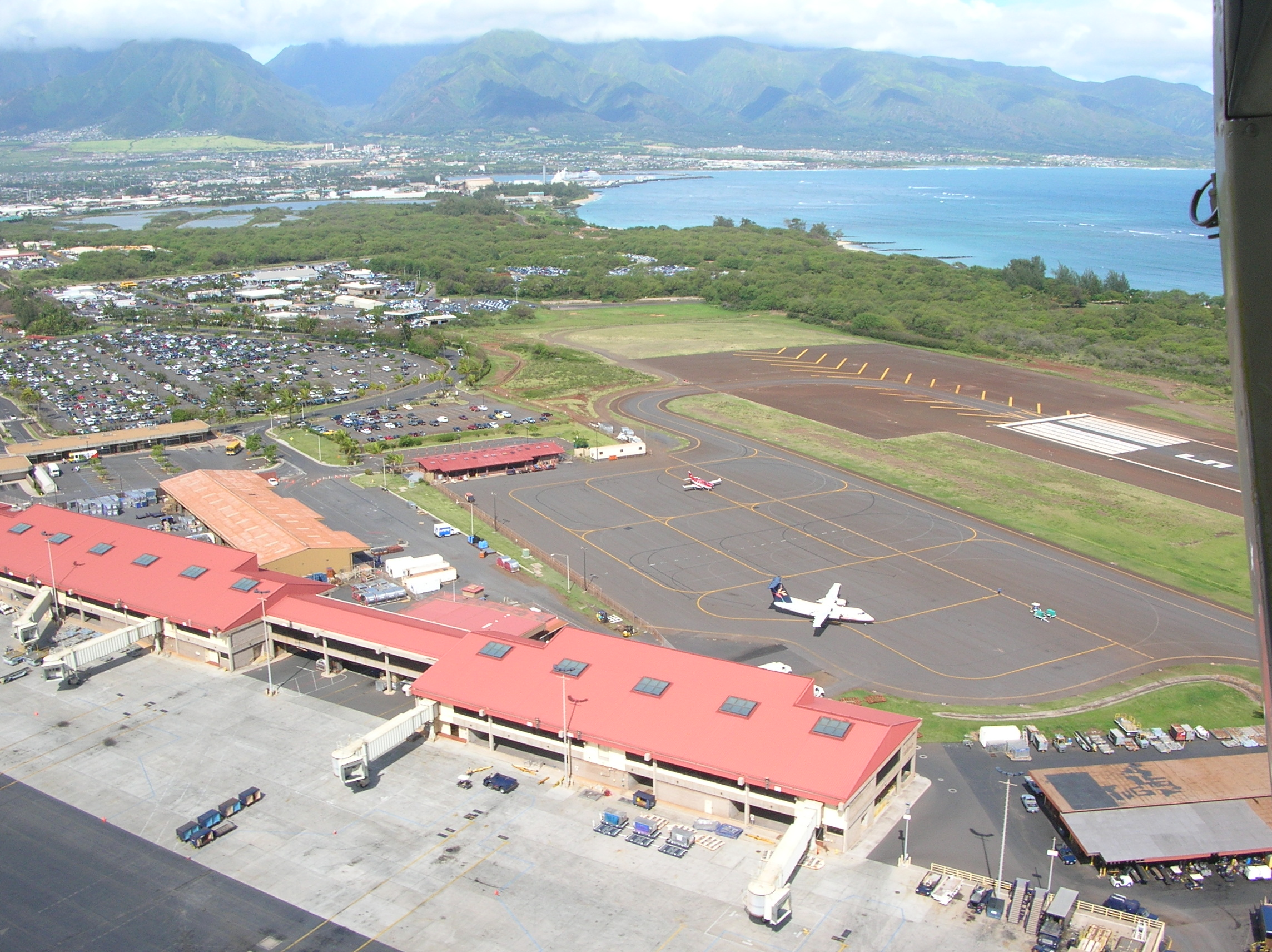
Sân bay Kahului

Sân bay Kahului (mã sân bay IATA: OGG, mã sân bay ICAO: PHOG, mã FAA LID: OGG) là một sân bay khu vực ở tiểu bang Hawaii, Hoa Kỳ, nằm ở phía đông của CDP Kahului ở quận Maui trên đảo Maui gần Haleakala. Hầu hết các chuyến bay vào OGG có nguồn gốc từ sân bay quốc tế Honolulu; đường bay Honolulu-Kahului là một trong những đường bay bận rộn nhất tại Mỹ, xếp hạng thứ 13 trong năm 2004 với 1.632.000 lượt hành khách. (Nếu "tuyến đường" là một cặp duy nhất của sân bay, HNL.OGG đã được tại hoặc gần đầu của danh sách Mỹ trong nhiều thập kỷ.)
Mã sân bay bày tỏ lòng tôn kính nhà tiên phong hàng không Bertram J. Hogg, người làm việc cho hãng nay là Hawaii Airlines, hãng có đội tàu bay từ loại 8 hành khách Sikorsky S-38 loài lưỡng cư DC-3 Douglas và DC-9 vào cuối những năm 1960.